# Babuna (planina)
Babuna (mak. Бабуна) je planina u Sjevernoj Makedoniji, sjeveroistočno od grada Prilepa između sjevernog dijela ravnice Pelagonije i Veleške klisure. 
Najviši vrh planine Babuna je Kozjak s 1748 m, ostali značajni vrhovi su Mukos 1445 m i Kadijica 1422 m.

## Zemljopisno-geološke karakteristike
Geološki sastav planine je; granit, pegmatit i druge eruptivne stijene. Babuna je srednje visoka planina u Sjevernoj Makedoniji, prošarana je dubokim kotlinama i brojnim uzdignućima. 
Na Babuni ima od davnina puno ovčara sa svojim stadima, naročito zimi kad se stanu spuštati stada s visokih planina zapadne Sjeverne Makedonije. Babuna ima i ruda (olova). Podnožnjem planine prolazi magistralna cesta Prilep – Veles.

## U populrnoj kulturi
Postoji lokalna legenda da je na ovoj planini propovjedao pop Bogomil, mitski osnivač bogumilstva. U svakom slučaju izgleda da se u tom kraju raširilo bogumilsvo jer riječ babunija je bila pogrdan izraz za nevjerstvo.

## Vanjske poveznice
- Ubava Makedonija-Planini